# Spisak oružja
Ovo je indeks spiskova oružja.

## Spiskovi oružja po vremenskom periodu
- Spisak srednjovekovnog oružja
- Spisak predmodernog borbenog oružja
- Spisak oružja američkog građanskog rata
- Spisak pešadijskog naoružanja Prvog svetskog rata
- Spisak oružja iz Drugog svetskog rata
- Spisak oružja Korejskog rata
- Spisak oružja u Vijetnamskom ratu
- Spisak oružja iz 20. veka

## Po tipu oružja
- Spisak protivvazdušnog naoružanja
- Spisak avionskog naoružanja
- Spisak artiljerije
- Spisak vatrenog oružja
  - Spisak jurišnih pušaka
  - Spisak borbenih pušaka
  - Spisak pušaka sa zatvaračem
  - Spisak vatrenog oružja bul-pap
  - Spisak karabina
  - Spisak vatrenog oružja sa odloženim povratnim udarom
  - Spisak bacača granata
  - Spisak mitraljeza
  - Spisak višecevnog vatrenog oružja
  - Spisak pištolja
  - Spisak pušaka bez trzaja
  - Spisak revolvera
  - Spisak pušaka
  - Spisak raketnih bacača
  - Spisak poluautomatskih pištolja
  - Spisak poluautomatskih pušaka
  - Spisak sačmarica
  - Spisak snajperskih pušaka
  - Spisak automata
- Spisak bacača plamena
- Spisak magičnog oružja
- Spisak oružja za borilačke veštine
- Spisak projektila
- Spisak mitološkog oružja
- Spisak oružja za vežbanje
- Spisak raketa
- Spiskovi mačeva
- Spisak vrsta kopalja
- Spisak torpeda

## Po zemlji
- Spisak artiljerije po zemljama
- Spisak pojedinačnog oružja oružanih snaga SAD
- Spisak službenih pušaka narodnih armija
- Spisak naoružanja američkih marinaca

## Vezano za oružje
- Spisak aviona
- Spisak borbenih oklopnih vozila
- Spisak hemijskih ratnih agenasa
- Spisak patrona za pištolje
- Spisak patrona za pušku